# Y Thông, Tứ Bình

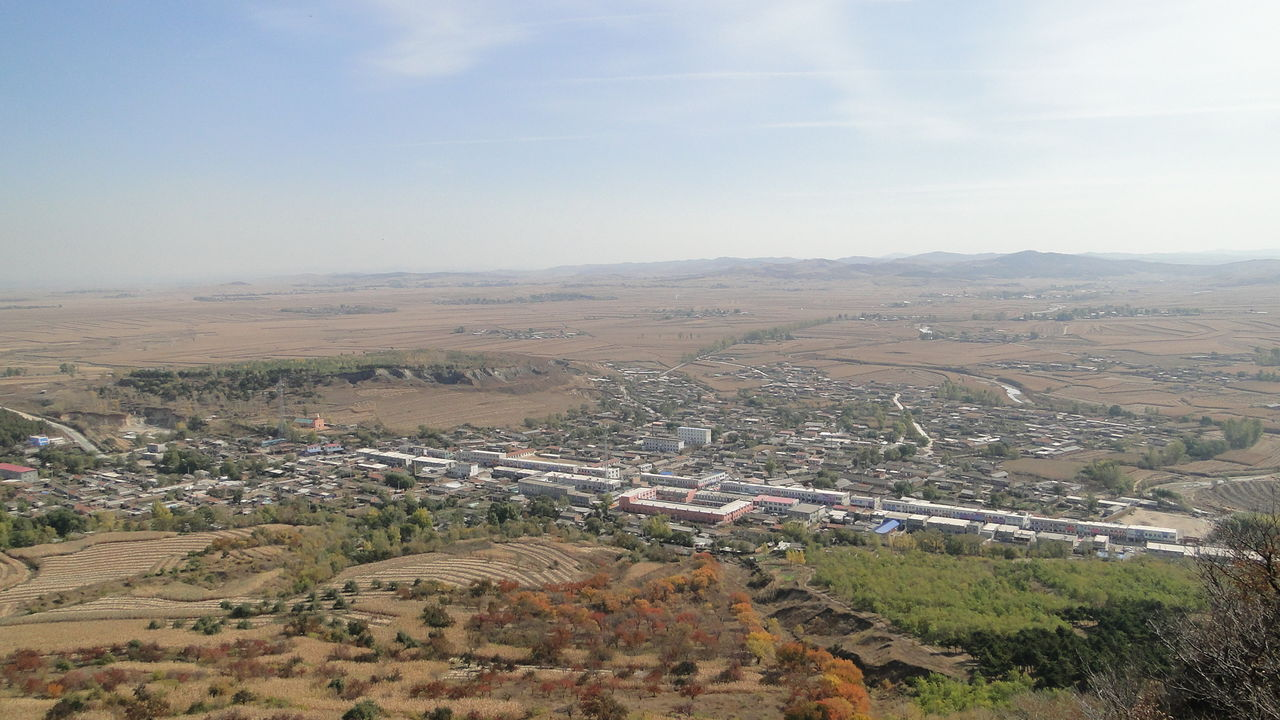
Huyện tự trị dân tộc Mãn Y Thông

Huyện tự trị dân tộc Mãn Y Thông (chữ Hán giản thể:伊通满族自治县) là một huyện tự trị ở địa cấp thị Tứ Bình, tỉnh Cát Lâm, Cộng hòa Nhân dân Trung Hoa. Huyện này có diện tích 2523 ki-lô-mét vuông, dân số 460.000 người. Mã số bưu chính là 130700. Chính quyền huyện Y Thông đóng ở trấn Y Thông. Về mặt hành chính, huyện này được chia thành 9 trấn, 13 hương.
- Trấn: Y Thông, Doanh Thành Tử, Kháo Sơn, Mã Yên Sơn, Đại Cô Sơn, Tiểu Cô Sơn, Y Đan, Cảnh Đài, Tứ Vi..
- Hương: Ngũ Nhất, Tân Gia, Ái Dân, Đông Tiêm Sơn, Tam Đạo, Hoàng Lĩnh Tử, Bản Thạch Miếu, Địa Cục Tử, Đầu Đạo, Nhị Đạo, Tân Hưng, Phát triển, Mô Lý Thanh.